# Lijst van voetbalclubs - D
Dit is een lijst van voetbalclubs met als beginletter een D.
- Đà Nẵng
- Damac FC
- Dandy Town Hornets
- FC Dallas
- Daring Club de Bruxelles
- Darlington FC
- Daugava Daugavpils
- D.C. United
- DCV
- De Ster
- Defence Force
- FC Den Bosch
- Delémont
- Dender EH
- Deportivo Azogues
- Deportivo Cali
- Deportivo de La Coruña
- Deportivo Jalapa
- Deportivo Ocotal
- Deportivo Quito
- Deportivo Walter Ferretti
- Derby County
- Dessel Sport
- SV Deurne
- Dibba Club
- Differdange 03
- KV Diksmuide Oostende
- Dinaburg FC
- Dinamo Batoemi
- Dinamo Bisjkek
- Dinamo Brest
- Dinamo Boekarest
- Dinamo Doesjanbe
- Dinamo Minsk
- Dinamo Moskou
- Dinamo Tbilisi
- Dinamo Tirana
- Dinamo Zagreb
- Diriangén FC
- Djoliba AC
- Dnipro Dnipropetrovsk
- FK Do'stlik
- Dob
- Doğan Türk Birliği SK
- FC Domagnano
- Doncaster Rovers
- Dong Tam Long An
- Domžale
- Dordrecht
- Dordoi Bisjkek
- Douglas and District FC
- Douglas High School Old Boys AFC
- Douglas Royal FC
- Drava Ptuj
- Dravograd
- Dresdensia Dresden
- Dresden English Football Club
- Dresden-Friederichstadt
- Dresdner SC
- Dresdner SpVgg 05
- FC Drita
- Druk Pol FC
- Druk Star FC
- DSZ
- DTS Ede
- F91 Dudelange
- MSV Duisburg
- Dumbarton
- Dundee
- Dundee United
- Dunfermline Athletic
- Durango
- Dynamo Berlin
- Dynamo Dresden
- Dynamo Kiev

A · B · C · D · E · F · G · H · I · J · K · L · M · N · O · P · Q · R · S · T · U · V · W · X · Y · Z